# Кошвиці
Кошвиці (пол. Koszwice, нім. Koschwitz) — село в Польщі, у гміні Павонкув Люблінецького повіту Сілезького воєводства.
Населення — 244 особи (2011).
У 1975-1998 роках село належало до Ченстоховського воєводства.

## Демографія
Демографічна структура станом на 31 березня 2011 року:
|          | Загалом | Допрацездатний вік | Працездатний вік | Постпрацездатний вік |
| -------- | ------- | ------------------ | ---------------- | -------------------- |
| Чоловіки | 125     | 30                 | 80               | 15                   |
| Жінки    | 119     | 16                 | 75               | 28                   |
| Разом    | 244     | 46                 | 155              | 43                   |